# Ефрем
Ефрем е село в Южна България. То се намира в община Маджарово, област Хасково.

## География
Село Ефрем е разположено на юг от най-североизточния рид на Родопите – „Гората“, с най-висок връх „Св. Марина“ (708,6 м). Върхът се намира на около 3,5 км североизточно от селото. На юг се намира долината на река Арда и язовир Ивайловград. Селото е там, където долината се съединява със североизточния родопски рид и една част от къщите са разположени амфитеатрално (което прави красив изгледа към него).

## История
Името на селото идва от средновековната крепост Ефраим (Ефрем), която се е намирала на връх „Св. Марина“. Първото писмено сведение за крепостта е от 1206 г., когато Жофроа дьо Вилардуен (историограф на Латинската империя) съобщава в своята хроника, че след като следвали войската на цар Калоян в продължение на пет дни, кръстоносците „устроили своя лагер в едно красиво място, в един замък, който се нарича Фраим (Ефрем)“. По сведенията на византийския хронист Георги Акрополит, през есента на 1245 г. – по време на цар Михаил II Асен, българските войски навлизат в Родопите и без да срещнат съпротива превземат редица крепости, между които и „близкия до Адрианопол Ефраим“. За бързото завземане на крепостите Акрополит посочва причината: „Жителите, които бяха българи, преминаваха на страната на съплеменниците си и се отърсваха от ярема на чуждоезичиниците“. Най-вероятно крепостта е била кръстена на „Св. Ефрем“ – църковният учител преподобни Ефрем Сирин.
За първи път в османските документи село Ефрем се споменава през 1562 г. – в синурнаме (или худутнаме) за вакъфски села в санджак Чермен, под името Ефремвиран (т.е. Ефрем от развалината до крепостта). В същия документ се споменава и за Ефремдагь (Ефремска планина). Името на селото намираме в османски документ от 1582 г. под името Рум Ефрем. Срещаме Ефрем с малко изменено име в джизие регистър от 1662 г. по името „село Ак виран с друго име Урум Ефром 190 ханета“. По това време по брой на жителите християни село Урум Ефрем е най-голямото в земите на днешния Хасковски край. В шерийския илям (решение) от 1678 г., съдържащ списъка на селата от Черменска каза по плащането на данък по куриерска служба, намираме село Рум Ефрем с 20 ханета (домакинства) християни, както и село Тюрк Ефрем – с 4 ханета мюсюлмани. За периода от 1662 до 1687 г. настъпват трагични събития и християнските домакинства в селото намаляват от 190 на 20 ханета. Приблизително през същия период някои от съседните на Урум Ефрем села също са сполетени от превратни и трагични събития – от християнски (плащащи данъка джизие) селата стават мохамедански.
Исторически еволюцията на името на селището, проследена на основата на османски документи, е следната: Ефрем – Ефрем виран – Рум Ефрем – Урум Ефрем – Урумкьой. Първоначално местоположението на селото е идентично със средновековната крепост Ефрем (Ефраим). Като се има предвид нейната големина, най-вероятно първоначално населението е живяло в самата крепост или около нея. След разрушаването ѝ селото се премества в по-ниската равнинна част, в близост до Урум дере („Гръцка река“). През периода 1662 – 1687 г. то се мести на сегашното си местоположение.
През 1878 г. под името Урумкьой, което означава „гръцко село“ (но може да означава и „християнско село“), влиза в пределите на освободена България – първоначално в Източна Румелия, Харманлийска околия. С указ № 462 от 13 декември 1906 г. село Урумкьой възвръща средновековното си име Ефрем. Това става благодарение на Христо Милев – управител на Старозагорски окръг (в чийто предели е селото), автор на книга с две карти: за Първото българско царство и за Търновското царство по време на Асеневци (1185 – 1257), на която е отбелязана крепостта Ефрем. През тази 1906 г. старите хора от Урумкьой съобщават на Милев, че селото в миналото се наименувало Ефрем.
След преброяването от 1884 до 1905 г. жителите на селото се идентифицират като „гърци“, но според това от 1910 г. населението вече се самоопределя като българско – от общо 744 човека само един се определя като „грък“. Някогашните жители на Ефрем и съседното село Орешец не се чуждеели от България и българската националност и участвали активно в българската войска по време на Балканските и Първата световна война. Най-вероятно в случая става въпрос за българи патриаршисти (гърчеещи се българи). До 1906 г. Ефрем и Орешец са към гръцката патриаршия. Едва след тази година преминават след упражнен натиск към Българската екзархия. За идентичността на някогашните жители на двете села са показателни думите на бившия кмет на село Орешец бай Коста, в отговор на „поканите“ да се изсели в Гърция: „Колкото съм грък, два пъти повече съм българин“. Но в смутните времена след Първата световна война както бай Коста, така и хиляди други български патриаршисти от двете села, се изселват в Гърция (в Орменион, Фтеля, Дикеа, Неос Пиргос /до гр.Орестиада/ и други). По-конкретно, през 1925 година в Гърция се изселва цялото местно гръкоезично население на село Ефрем, а също и 90 семейства - половината от местното гръкоезично население на село Орешец /до 1906 г. Козлуджа/. След 1925 г. в Орешец остава около половината гръкоезично население, което в продължение на няколко десетилетия бива асимилирано и особено през периода 1934 - 1944, когато е била наложена забрана да се говори на гръцки език.  Жителите на двете съседни гръкоезични села /Ефрем и Орешец/ са били в тесни роднински връзки и когато през 1925 година местните жители на село Ефрем решават единодушно да се преселят в Гърция, техните роднини от Орешец също ги последват. Не е известно дали в България са правени изследвания на гръцкия език говорен до 1925 г. в Ефрем и Орешец, но основавайки се на езика, говорен до 80-те години на 20-ти век в Орешец и езика  говорен днес от потомците на изселниците от Ефрем и Орешец в Гърция, категорично може да се определи, че става дума са северногръцки диалект с множество архаични елементи, който е напълно разбираем на цялата днешна територия на Гърция и е бил неделима част от новогръцкото койне.       
През периода 1923 – 1925 г. в Ефрем се заселват бежанци от Беломорска Тракия, най-вече от село Сачанли (но има отделни семейства от Доган Хисар, Пишманкьой, Голям Дервент) и от Мала Азия.

## Културни и природни забележителности
В непосредствена близост до село Ефрем се намира огромният култов комплекс „Глухите камъни“ (на 3,5 км по права линия в североизточна посока). Археологическите разкопки в обекта, които започват през 2008 г. от екипа на доц. Георги Нехризов, установяват „значителни културни напластявания от късната праистория до Средновековието“. Най-ранният културен пласт се отнася към финалния халколит (около втората четвърт на IV хилядолетие пр. Хр.). През ранната желязна епоха (XI – VI век пр. Хр.) „Глухите камъни“ се утвърждават като тракийско светилище – най-големият скален култов комплекс в Родопите. Четирите големи скали са високи до 30 м и са разделени от тесни и дълбоки проломи, осеяни с над 200 ниши (долапи) – различни по форма, но преобладават трапецовидните. Археологическите проучвания регистрират в местността „Глухите камъни“ общо 28 скали и скални групи с общо 459 ниши. Според една от хипотезите, в своята ранна история траките са изгаряли труповете на мъртвите и урните с пепелта поставяли в скални ниши, които обикновено били обърнати към слънцето. Според древногръцкия поет Софокъл (V век пр. Хр.), слънцето е най-голямото божество на траките. При тях е съществувал култ към слънцето и безсмъртието на душата. Но е възможно в случая да става въпрос за почитане на божество – местен херой, а нишите и долапите да са били изсичани от членовете на едно семейство или род по време на различни ритуално (календарно) важни моменти.
Археологическите проучвания дават основания да се счита (с голяма доза научна достоверност), че в комплекса „Глухите камъни“ е съществувал средновековен манастир. Имало е две християнски църкви, едната от които е изградена по уникален начин върху оформена площадка на върха на най-внушителната западна скала. Тя представлява едноабсидна базилика с притвор от ранновизантийския и средновековния период. До църквата се стига чрез изсечена в стената стълба с 19 стъпала. В южната част на комплекса са открити останки от втора църква, значително по-голяма от първата и имаща представителен характер. Освен това е имало и жилищни и стопански помещения, манастирски некропол (гробище). Манастирът е бил защитен с мощна крепостна стена с дебелина 2,5 м.
В землището на селото се намира средновековната крепост Ефрем (Ефраим), която е разрушена. През 2015 г. екипът на доц. Нехризов осъществява въздушно лазерно сканиране на зона с площ 21 км2, с център скалният комплекс „Глухите камъни“. Благодарение на LIDAR заснемането се изяснява планировката на средновековната крепост на връх „Св. Марина“, площта на която се оказва два пъти по-голяма от познатата до тогава.
В село Ефрем се намира църквата „Св. Анастасий“ – една от най-старите и големи в района. Паметник на културата от 25 януари 1977 г. и художествен паметник на културата от 12 август 1980 г. Църквата е построена през 1838 г. (според други оценки – през 1858 г.), храмът представлява трикорабна базилика с полукръгла абсида. Църковните двери са със сцената „Благовещение“. Изографисана е от художник с чисти тонове. Царските икони са на: „Св. Пр. Илия“, „Три Светители“ (Григорий Богослов, Йоан Златоуст и Василий Велики), „Св. Атанасий“ – патронната икона, „Св. Богородица Отигитрия“, „Исус Христос Вседържател“, „Йоан Предтеча“ и „Св. Георги“. Красивите колони, разделящи корабите, са изписвани с растителни мотиви. До 1906 г. Ефремската енория е към Цариградската патриаршия, след което преминава към Българската екзархия.
През 2015 г. е построен параклис „Св. Георги Победоносец“ в „бащините двори“ на проф. Георги Янков (заслужил професор на УНСС, professor emeritus), където е била старата къща на неговите родители. Параклисът е идентичен на този, построен в центъра на разрушеното през 1913 г. село Сачанли (Беломорска Тракия), за да се подчертае историческата приемственост между двете селища, населявани от тракийски българи („Ефрем пази спомена за Сачанли“).
Северно от селото се намира природният феномен „Наредéнте кáмене“ – като че ли някоя гигантска ръка е наредила големи камъни в права линия, с дължина приблизително 300 м.
В центъра на Ефрем е издигнат паметник на загиналите ефремци във войните на България за национално обединение.

## Религия
Православни християни – потомци на бежанци българи от Беломорска Тракия и Мала Азия.

## Редовни събития
Едно от традиционните събития е съборът на селото, който се организира последната събота на май всяка година.

## Препратки
- Атанасов, И. „Ефремци вече са горди, имат си написана история.“ – В: Sakarnews, 11 април 2014 г., URL: https://sakarnews.info/ефремци-вече-са-горди-имат-си-написана/;
- Милетич, Л. Разорението на тракийските българи през 1913 г. София, Сдружение „Българска история“, 2019;
- Славков, И., Б. Димитрова. Сачанли. Историческо и етнографско проучване. София, Издателство на Отечествения фронт, 1989;
- Тодорова, В. „Нов храм в Ефрем пази спомена за Сачанли.“ – Във: в-к Марица, 19 октомври 2015 г;
- Туристическа хижа на село Ефрем, URL: www.efrem.ueuo.com;
- Шишманов, Д. Необикновената история на малоазийските българи. София, Пони, 2001;
- Янков, Г. „За добродетелите на тракийските българи.“ – В: сп. Везни, бр. 1, 2020, с. 104 – 112.